# Могутово (Оренбургская область)
Могутово — село в Бузулукском районе Оренбургской области России. Административный центр муниципального образования сельского поселения Могутовский сельсовет.

## География
Удалённость от районного центра — 90 км.

Удалённость от ближайшей ж/д станции — 25 км.

Расстояние до областного центра — 350 км.

## История
Село на реке Черталык в северной части района. Основано в 1761 году уроженцем Самары, атаманом Оренбургского казачьего войска Василием Ивановичем Могутовым на землях, пожалованных ему губернской канцелярией, и названо в его честь. Основную часть населения села составили выходцы с Украины, а также из Рязанской, Тамбовской и Пензенской областей России. При постройке церкви в честь святой Троицы в 1771 году село получило второе название Троицкое, которое так и не прижилось. В. И. Могутов был одним из членов военного Совета, которые занимались укреплением Оренбурга для отражения нападения войска Е. Пугачева или, как тогда писали, «пугачевского бунта вора Емельки». Командовал обороной одного из участков крепостной ограды, где находились его казаки. Говорят, перед штурмом Пугачевым были посланы на имя губернатора Оренбурга Ивана Андреевича Рейнсдорпа, войскового атамана Василия Ивановича Могутова и старшины Яицкого казачьего войска Николая Андреевича Бородина «угрозительные» предписания, сдать город без боя, торжественно встретить его с почестями: хлебом-солью, колокольным звоном, за что обещал наградить офицеров и чиновников кафтанами, реками и озёрами. По свидетельству Рычкова, атаман Могутов над этим «сильно смеялся». За отражение пугачевских повстанцев от стен Оренбурга и «удержание войска от бунта» полковник Могутов был награждён именной золотой медалью и драгоценным портретом императрицы Екатерины II для ношения на груди, что в то время приравнивалось к орденской награде, одновременно ему выплатили премию в тысячу рублей. За 30 лет нахождения на должности войскового атамана Могутов многое сделал для Оренбургского казачества: разработал структуру и штат войска, размеры денежного и земельного вознаграждения. Благодаря ему оренбуржцы стали получать денежное довольствие наравне с донскими казаками. После увольнения со службы Василий Иванович остался на жительство в городе Оренбурге. Умер он на следующий год после отставки в 1778 году. Прах его был перевезён родственниками на бузулукскую землю в родовое имение Могутовых — село Троицкое-Могутово. К сожалению, по прошествии многих лет и перемен в жизни нашего общества, место могилы атамана неизвестно.

## Достопримечательности
Обелиск воинам, погибшим в годы ВОВ. Открыт 9 мая 1978 г. Расположен в центре села. Автором является Черкасов (Санкт-Петербург). Заказчиком выступил колхоз «Дружба». В списках погибших односельчан  насчитывается более четырёхсот человек.

## Учреждения социальной сферы
- Муниципальное общеобразовательное бюджетное учреждение «Могутовская средняя общеобразовательная школа».
- Муниципальное дошкольное бюджетное учреждение детский сад  «Улыбка».
- Сельский Дом культуры.
- УФПС Оренбургской области филиал ФГУП «Почта России»».
- Врачебная амбулатория.
- МБУК «Бузулукская централизованная районная библиотечная система», филиал № 20.